# Diphasia delagei
Diphasia delagei är en nässeldjursart som beskrevs av Chantal Billard 1912. Diphasia delagei ingår i släktet Diphasia och familjen Sertulariidae. Inga underarter finns listade i Catalogue of Life.